# Priopoda xanthopsanator
Priopoda xanthopsanator är en stekelart som beskrevs av Aubert 1969. Priopoda xanthopsanator ingår i släktet Priopoda och familjen brokparasitsteklar. Inga underarter finns listade i Catalogue of Life.